# Glentauchers
Glentauchers ist eine Whiskybrennerei bei Mulben, Banffshire, Schottland, Großbritannien. Sie liegt unweit der Auchroisk-Brennerei.

## Geschichte
Glentauchers wurde 1897 von James Buchanan, W. P. Lowrie nahe dem Taucherswald in der Speyside-Region gegründet. Sie besaß zunächst zwei Brennblasen. 1903 wurde sie in Glentauchers-Glenlivet Distillery umbenannt und 1906 von Buchanan übernommen. Da Buchanan im Wesentlichen Blends vertrieb (unter anderem Black & White) wurden die hergestellten Brände zum Großteil zum Verschneiden verwendet. 1925 wurde die Brennerei in den DCL-Konzern eingegliedert und 1930 von Scottish Malt Distillers übernommen. Mitte der sechziger Jahre erfuhr die Brennerei eine Modernisierung, bei der ein neues Brenngebäude errichtet wurde und vier weitere Brennblasen hinzugefügt wurden. Im Jahre 1985 wurde die Destillerie stillgelegt und 1989 von Allied Distillers wiedereröffnet. Allied Distillers wurde von Chivas Brothers übernommen, welche schließlich in den Pernod-Ricard-Konzern eingegliedert wurden.

## Produktion
Das Wasser stammt aus dem Rosarie Burn, welcher später in den Spey mündet. Die Brennerei besitzt eine Produktionskapazität von 34.000 hl Alkohol pro Jahr und nutzt je drei Wash Stills und Spirit Stills. Im Jahr 2000 wurden 19.000 hl produziert. Die Produktion kann nicht besichtigt werden.

## Abfüllungen
Glentauchers-Brände werden weiterhin zum Großteil zur Herstellung von Blends verwendet. Im Jahre 2000 wurde die erste offizielle Single-Malt-Abfüllung mit 15-jähriger Reifung auf den Markt gebracht. Es existieren jedoch verschiedene Abfüllungen unabhängiger Abfüller.